# Les Épousailles
 (septembre 2020).
Si vous disposez d'ouvrages ou d'articles de référence ou si vous connaissez des sites web de qualité traitant du thème abordé ici, merci de compléter l'article en donnant les références utiles à sa vérifiabilité et en les liant à la section « Notes et références ».
Albums de La Bottine souriante
Y'a ben du changement
(1978) Chick & Swell
(1983)
Les Épousailles est le deuxième album du groupe québécois «La Bottine souriante», sorti en 1981.

## Liste des pistes
Les pistes de cet album sont
| No  | Titre                                                                           | Durée |
| --- | ------------------------------------------------------------------------------- | ----- |
| 1.  | Les p'tits plaisirs de Basile / Reel de la chicaneuse                           |       |
| 2.  | Le reel des deux Lisa / Reel du coordonnier                                     |       |
| 3.  | Les plaisirs de la table / Javalsurka du grain de beauté                        |       |
| 4.  | La chanson des pommes de terre                                                  |       |
| 5.  | Le reel du pendu                                                                |       |
| 6.  | La nuit de noce / La rosée du matin / Tire la langue                            |       |
| 7.  | La confession du moribond / La sauvagesse / La belle Catherine / Le reel à neuf |       |
| 8.  | La chanson d'un embête                                                          |       |
| 9.  | La chanson de la langue française / Reel à Blanchette / Reel à Pierre-Léon      |       |
| 10. | Mon père mariez-moi donc / Reel des nouveaux mariés                             |       |